# Jiří Lutovský
Jiří Lutovský (* 4. září 1964 Tábor) je český cyklistický trenér a manažer. V letech 2004 až 2008 byl trenérem české reprezentace horských kol v cross country.

## Trenérská kariéra
Lutovský je absolventem trenérské školy FTVS Univerzity Karlovy (trenér licence A). Na podzim roku 1993 spoluzakládal Bike klub Vimperk, který funguje dodnes. V únoru 1994 nastoupil na Sportovní gymnázium ve Vimperku jako trenér alpských lyžařů, jejichž trénování však tehdy ve Vimperku právě končilo a Lutovský poté dostal na starost letní přípravu běžců na lyžích, kteří jezdili a závodili na horských kolech v týmu Trekking Fox. V roce 1995 na podzim nastoupili na gymnázium první specialisté cyklisté. Pod jeho vedením skončila v roce 1995 Kateřina Hanušová (Nash) druhá na Mistrovství světa juniorek horských kol v německém Kirchzartenu a v témže roce byla Růžena Randáková třetí na Mistrovství Evropy juniorek v cross country ve Špindlerově Mlýně. V roce 2000 ve Vimperku vzniklo Sportovní centrum mládeže Českého svazu cyklistiky a Lutovský do něj jako velký talent zařadil Terezu Huříkovou, která v roce 2004 získala bronz na Mistrovství světa juniorek MTB v cross country a poté i nečekanou zlatou medaili na Mistrovství světa juniorek v silniční časovce jednotlivkyň. V závěru roku 2004 se Lutovský stal trenérem české reprezentace horských kol v cross country. Na jaře 2007 se stal po tragicky zesnulém Michalu Pickovi trenérem a manažerem profesionálního týmu Česká spořitelna MTB, za nějž už od roku 2004 závodila jeho svěřenkyně Huříková. Jako reprezentační trenér se zúčastnil Olympiády v Pekingu. Právě po nepříliš vydařených výsledcích na olympiádě jej na podzim 2008 v roli reprezentačního trenéra nahradil Jan Slavíček. Poté co kvůli snížení podpory generálního sponzora byla v Česká spořitelna MTB Team ukončena na podzim 2009 činnost profesionálního týmu dospělých, soustředil se Lutovský znovu na práci s mládeží, skončila tím i jeho spolupráce s Terezou Huříkovou. Po Lutovského kritice způsobu rozdělování peněz na podporu mládeže před sezónou 2010 zrušil Český svaz cyklistiky svou podporu Sportovního centra mládeže ve Vimperku a Lutovský musel jeho chod zajistit pomocí podpory sponzorů a týmu Česká spořitelna Specialized Junior MTB Team, který rovněž vede. Po registraci týmu jako Trade Team na podzim 2010 se Lutovský se svými svěřenci zúčastňuje závodů Světového poháru v kategorii juniorů.